# Montifringilla
Montifringilla és un gènere d'ocells de la família dels passèrids (Passeridae). Malgrat el seu nom, no està emparentat directament amb els pinsans (Fringilla), que son part d’una altra família (Fringillidae). Com suggereix el seu nom científic, son especies que viuen en alçada. Es troben a les serralades del sud d'Euràsia, des dels Pirineus orientals fins a l'Himàlaia, Tibet i Xina occidental.

## Descripció i ecologia
Les espècies de montifringilla mesuren entre 13,5 i 17 cm de longitud, amb forts becs cònics. La seva part superior és marró clar, la inferior és blanca, i posseeix extensos panells blancs a les ales, que es transformen en el vol. Els adults poden tenir taques negres al mentó o al voltant dels ulls. Tots dos sexes són usualment similars, tot i que el mascle de pardal alpí (Montifringilla nivalis) té un capell gris abundant. Els pollets són versions menys acolorides dels adults.
Els seus cants són repetitius, des de la seva posició en una roca o durant el seu vol en cercles.
Generalment s'alimenten en altituds superiors als 3 500 m, però el pardal alpí pot fer-ho al voltant dels 1 800 m. Aquestes aus habiten les praderies altes. No són aus migratòries, però es poden moure a alçades inferiors en llocs poblats per humans durant l'hivern. Son gregàries i poden formar grans bandades. Són principalment granívores, alimentant-se de les llavors de terra, però també ingereixen artròpodes. No solen tenir por dels éssers humans, i se solen trobar a les estacions d'esquí i altres llocs poblats de les muntanyes.
Nien a les esquerdes de les roques, i habitualment en caus de rosegadors o concretament Ocotònids amb una niuada típica de 3 a 6 ous.

## Llista d'espècies
Les 7 o 8 espècies generalment reconegudes són:
- Pardal d'ala blanca, Montifringilla nivalis.[5]
- Pardal d'Enric, Montifringilla henrici.[6]
- Pardal d'Adams, Montifringilla adamsi.[7]
- Pardal de l'Afganistan, Montifringilla theresae (Pyrgilauda theresae).[8]
- Pardal de Taczanowski, Montifringilla taczanowskii (Pyrgilauda taczanowskii).[9]
- Pardal del pare David, Montifringilla davidiana (Pyrgilauda davidiana).[10]
- Pardal collrogenc, Montifringilla ruficollis (Pyrgilauda ruficollis).[11]
- Pardal de Blanford, Montifringilla blanfordi (Pyrgilauda blanfordi).[12]

Les quatre o cinc últimes espècies de vegades se les separa al gènere Pyrgilauda, basat en diferents vocalitzacions i preferències ecològiques.